# 鐮刀錘頭
镰刀锤头（符號：☭，IPA：[sjɛrp i 'mɔlɔt]），又称锤子镰刀、铁锤镰刀或锤子与镰刀等，是一种起源自俄国革命的共产主义标志。创立时，两个工具分別代表兩種无产阶级劳动者：锤子用来敲打，象征工人；镰刀则用于收割，象征农民。两个工具结合于一体，代表工农团结、合作及反抗反动运动与外国干涉。即使在组合成一个符号之前，这两种工具都是被长期用在欧洲纹章中的传统符号。内战后，镰刀与锤子广泛用于象征苏联的和平劳动和国际无产阶级运动的联合。冷战时期，随着共产主义与资本主义之間两极化和大量共产主义国家与组织在国际涌现，大多数与共产国际、社会主义国际及世界革命有聯繫的国家与组织都以镰刀与锤子（或其变体）为标志。

苏联国旗带红星的样式

苏联国旗上的锤子与镰刀

苏共党徽之一

在蘇聯解體和東歐劇變後，多数后苏联国家和部分东欧国家仍保留带有该标志的建筑或纪念碑，而俄羅斯境內的部分蘇聯時期建築仍保留着镰刀与锤子雕刻，近年俄羅斯閲兵活動中仍然有部份隊伍使用印有镰刀锤子的旗幟；除此之外俄羅斯航空即使在蘇聯解體後，仍保留并且使用鐮刀與鐵鎚作為企業標識。

## 历史

### 工人阶级的象征

1914年到复活节起义期间的犁旗

工人和农民所用的工具和器具很长时间来被用作无产阶级的斗争的标志。镰刀与锤子的常见的雏形是犁上加一个锤子，同样用来代表工农联合。
在爱尔兰，犁的标志仍在使用，并且和镰刀与锤子或许有同样的溯源。北斗七星旗最初被社会主义共和运动爱尔兰公民军所使用。爱尔兰公民军创始人詹姆斯·康诺利和杰克·怀特说这面旗帜的意义在于自由的爱尔兰将掌控自己的命运从犁到星星。插入犁中的剑象征着战争随着社会党国际的建立而结束。这个标志在1914年出现并被爱尔兰公民军用在了1916年的复活节起义。

### 開始

第一版苏联国徽（1923–1936）

1917年，列宁和卢那察尔斯基展开过创造苏俄国徽的竞争，获胜的作品是太阳光中加在地球前面的锤子和镰刀，环绕着麦穗组成的花环和一颗五角星，带有六种语言（俄语、乌克兰语、白俄罗斯语、格鲁吉亚语、亚美尼亚语、阿塞拜疆语）的口号“全世界无产者，联合起来！”。最初的设计还带有一把剑，但列宁因不满其攻击性的内涵而反对。
1923年7月6日，苏联中央执行委员会认可了这一标志。

### 在苏联的使用
- 苏联加盟共和国国徽与苏联加盟共和国国旗展示有镰刀与锤子，同时苏联红军军装和军帽上的红五角星徽记上也出现了这一标志。
- （罗马化：Serp i Molot）是莫斯科冶金厂（俄语：Серп и Молот (завод в Москве)）的厂名。
- 还是莫斯科库尔斯基火车站到高尔基城的电气化铁路线上的一个车站的名字，见于韦内迪克特·叶罗费耶夫（英语：Venedikt Erofeev）的小说《从莫斯科到别图什基（英语：Moscow-Petushki）》。

## 当前的使用

### 后苏联国家
俄罗斯联邦有两个联邦主体把镰刀与锤子用在标志上：弗拉基米尔州的州旗和布良斯克州的州旗州徽。俄罗斯城市奧廖爾的市旗上也有镰刀与锤子标志。
前苏联（现俄罗斯）的国家航空公司俄羅斯航空仍照舊使用鐮刀與鐵鎚作為企業標識。
德涅斯特河沿岸分离主义政府使用和摩尔达维亚苏维埃社会主义共和国一样的国旗与国徽，同样带有镰刀与锤子。在某些情况下还使用不带镰刀与锤子的旗帜，例如当地的車輛號牌。

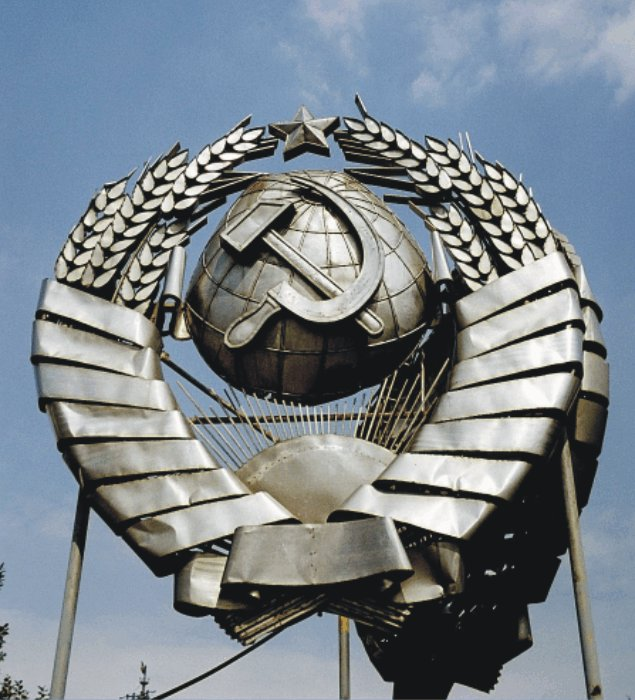
莫斯科大学的前苏联国徽
俄航标志
俄航的机组人员佩戴带有镰刀与锤子的标志

### 社會主义政党

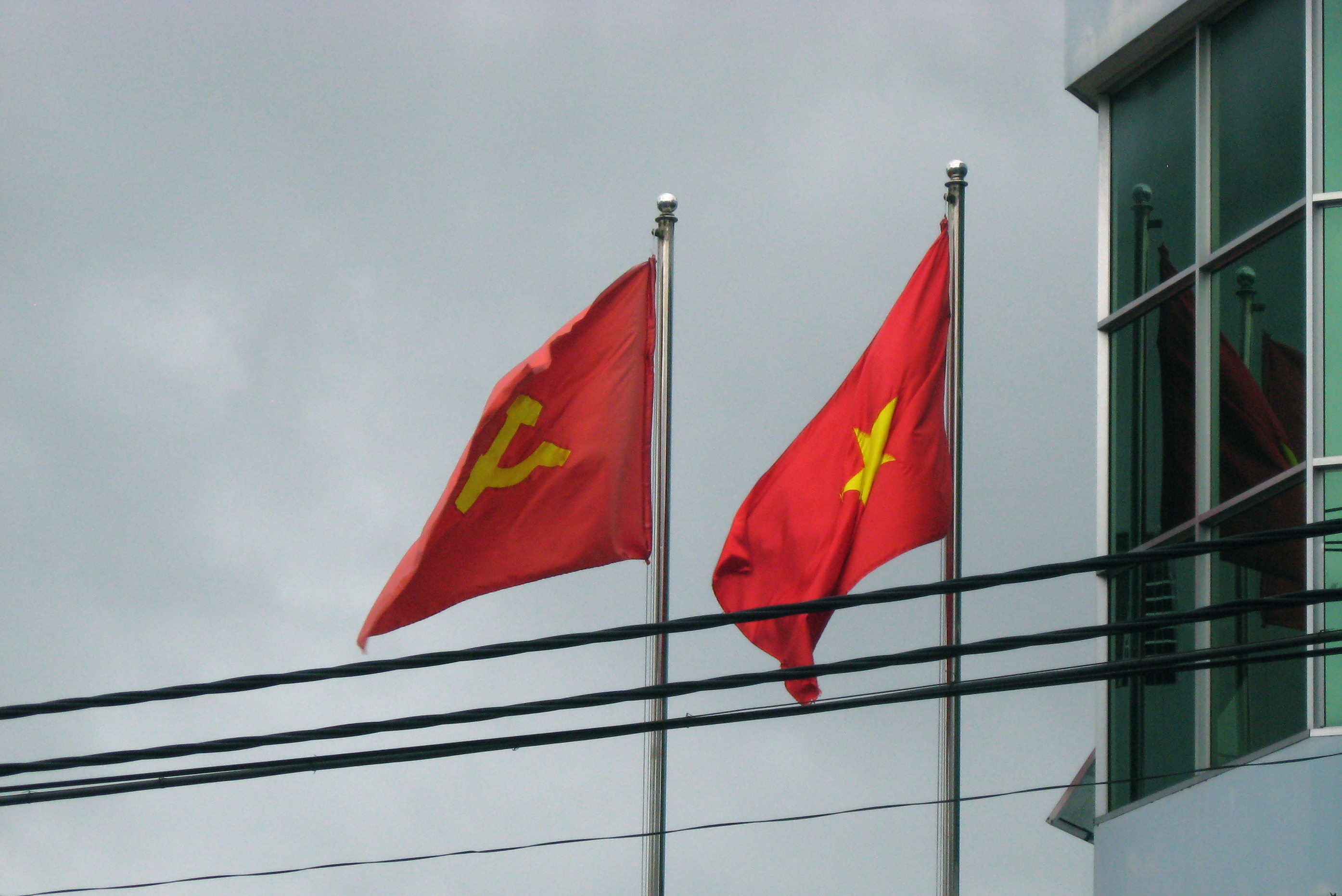
越南国旗与越南共产党党旗在岘港并排悬挂

中国共产党以镰刀与锤头为标志，在红色的党旗上加上黄色的党徽。其他国家的共产党也以镰刀与锤子为标志，包括越南共产党、老挝人民革命党、罗马尼亚共产党、黎巴嫩共产党、希腊共产党、智利共产党、埃及共产党、西班牙共产党、丹麦共产党和挪威共产党。墨西哥共产党把镰刀与锤子加在红星中间。意大利重建共产党使用镰刀与锤子和黄五角星相伴的标志。
在越南和老挝，镰刀与锤子旗（共产党党旗）常常与国旗一起悬挂。

## 艺术
镰刀与锤子在很长时间内被用作社会主义现实主义的常见题材，但也见于一些非马克思主义的流行文化。创作的镰刀与锤子的画作和摄影作品是最出名的一例。

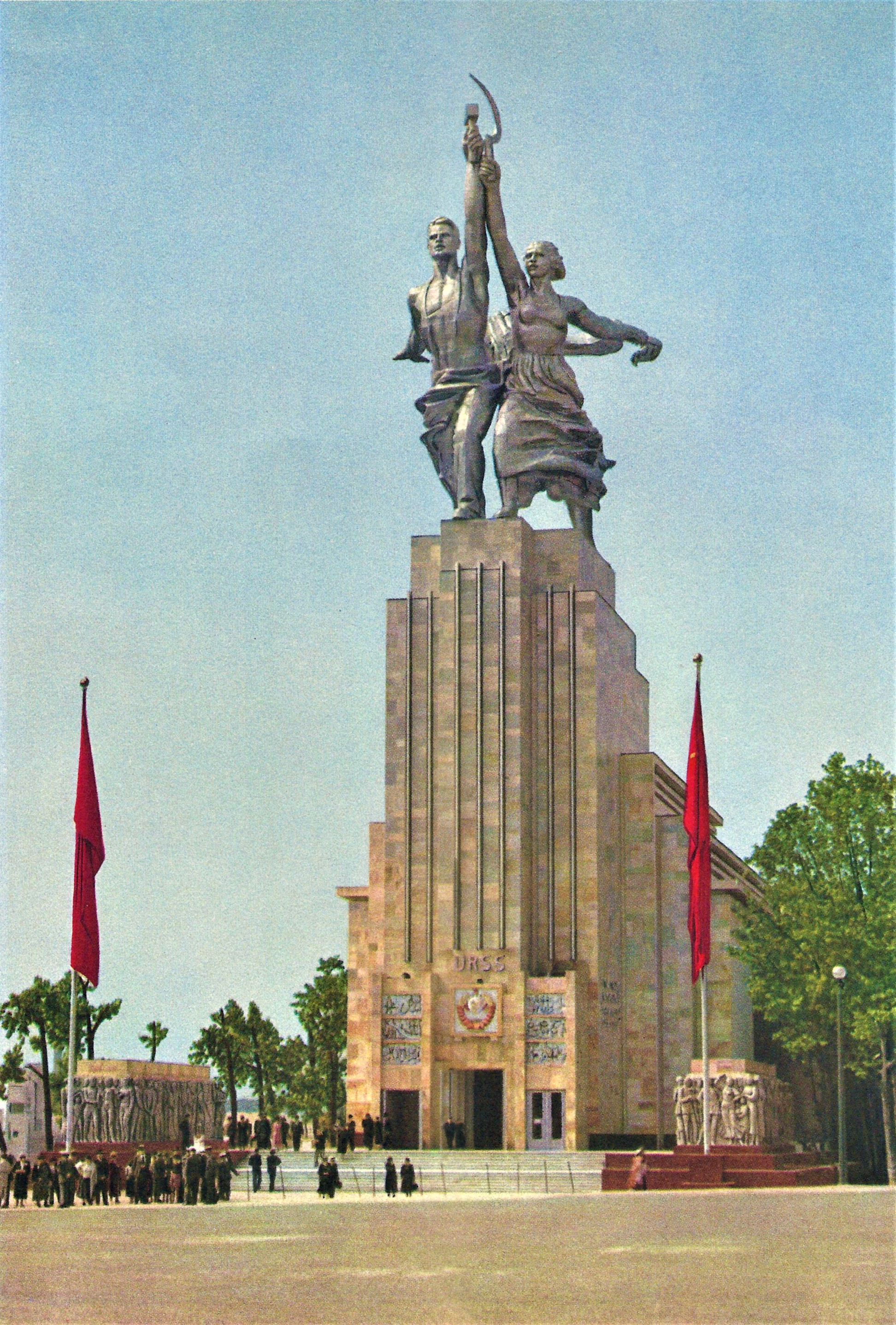
维拉·穆希娜设计的《工人和集体农庄女庄员》
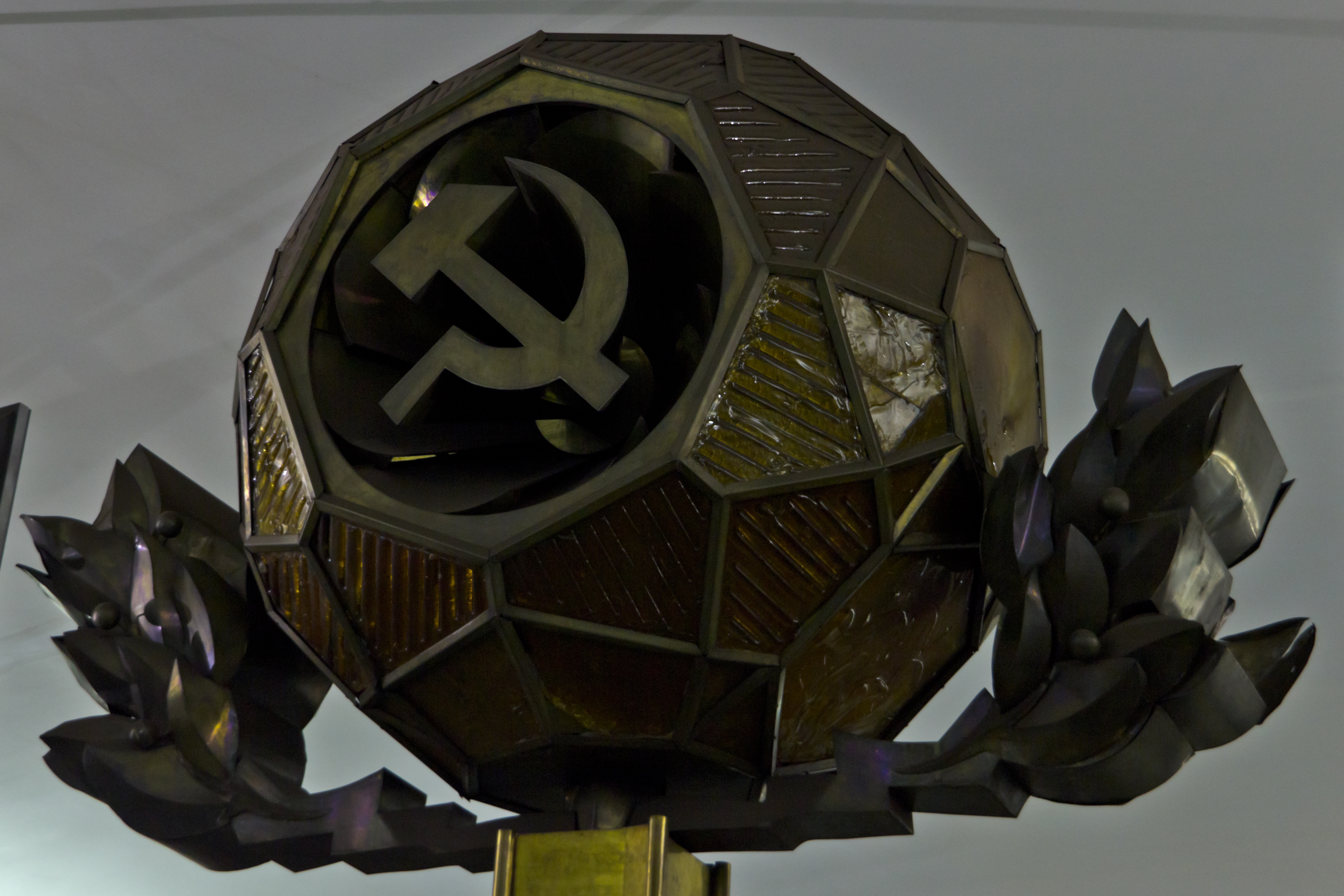
明斯克列宁广场地铁站
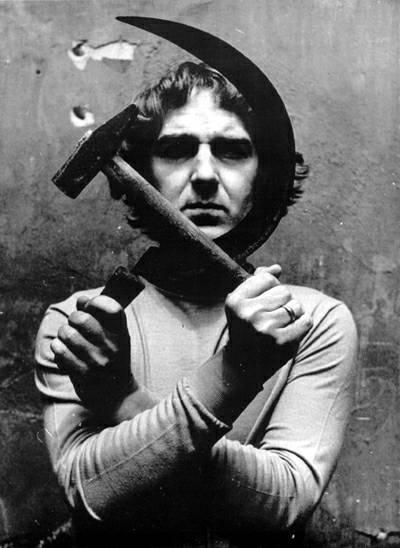
匈牙利艺术家平克泽希利作品《镰刀与锤子》
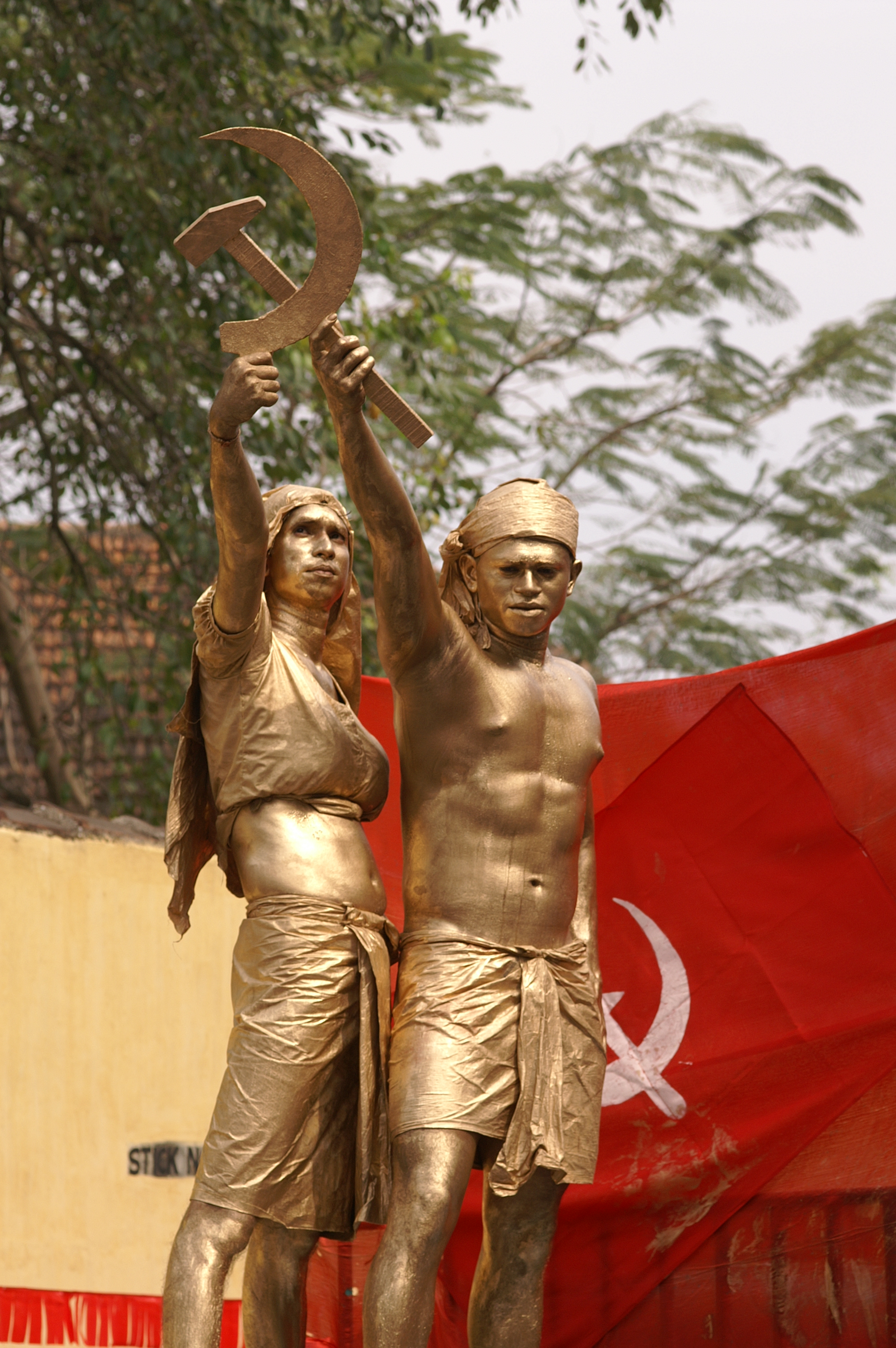
印度喀拉拉邦共产主义集会上的活人画（英语：Tableau vivant）

## Unicode
在Unicode中，镰刀与锤子编码为U+262D（☭）。在微软的电脑系统中，使用微软中文简体拼音输入法输入或（共产党）也可输入该符号。

## 争论和法律状况
在一部分前蘇聯加盟共和國和一部分前華約国家，法律上明确规定镰刀与锤子象征着“极权主义和罪恶的意识形态”，公开展示镰刀与锤子和其他象征共产主义的标志（如红星）被定为刑事犯罪。
波兰（2009年11月）、匈牙利、立陶宛、拉脱维亚、摩尔多瓦（2012年10月1日－2013年6月4日）和乌克兰（2015年4月9日）禁止该标识及其他共产主义的标志的使用。爱沙尼亚也有类似的法律，但是最终未获议会委员会通过。
立陶宛、拉脱维亚、保加利亚、匈牙利、罗马尼亚和捷克的外长于2010年要求在欧盟范围内禁止使用共产主义标志。
2013年2月，匈牙利宪法法院裁定禁用镰刀与锤子违法，以顺应欧洲人权法院裁定匈牙利侵犯表达自由的权利的判决。
2013年6月，摩尔多瓦宪法法院裁定摩尔多瓦共和国共产党人党党徽镰刀与锤子合法并可以使用。
在印度尼西亚，公开展示共产主义的标志（如镰刀与锤子）被法令禁止。
马来西亚，对使用共产主义标志（如镰刀锤头）处于罚款和监禁，或者两者兼施。该法令最早可追溯至1960年内部安全法令，其主要是打击马来亚共产党和砂拉越共产党的活动和叛乱（第二次马来亚共产党叛乱和砂拉越共产主义叛乱)。
格鲁吉亚也对使用共产主义的标志（如镰刀与锤子）处以罚款。

## 各国相似的旗徽

### 亚洲
| 旗徽                 | 國家             | 說明 |
| -------------------- | ---------------- | --- |
|                      | 中华人民共和国   | 现在中国共产党党旗上的党徽跟苏联共产党所用的大体一致，只是图案更显匀称，镰刀手把更短、更圆。                                       |
|                      | 中华苏维埃共和国 | 中國工農紅軍的军旗将镰刀与锤子置于军旗正中央的白色五角星中。                                                                       |
|                      | 中华苏维埃共和国 | 中华苏维埃共和国国旗 |
|                      | 中华苏维埃共和国 | 中华苏维埃共和国军旗 |
|                      | 中华人民共和国   | 1951年至1996年中国共产党党旗上的党徽跟现在所用的有一些不同，比苏联共产党所用的更相似，镰刀手把更长，锤头更尖。                     |
| 朝鲜劳动党党旗       |                  | 朝鲜劳动党党徽在锤子与鐮刀中间加上了一根毛笔，代表知识分子。KPS-9566有专属符号。                                                   |
| 越南共产党党旗       | 越南             | 越南共产党將镰刀与锤子置于党旗正中央。                                                                                             |
| 柬埔寨共產黨黨旗     | 柬埔寨           | 柬埔寨共产党的黨旗，鎚子與鐮刀在黨旗正中央，與越共黨旗外觀相似。                                                                   |
| 菲律宾共產黨黨旗     | 菲律賓           | 菲律宾共产党的黨旗，鎚子與鐮刀在黨旗正中央，與越共黨旗外觀相似。                                                                   |
| 菲律宾共產黨黨旗     | 菲律賓           | 菲律宾共产党的第二黨旗，鎚子與鐮刀在黨旗正中央，與越共黨旗外觀相似。                                                               |
| 菲律宾共產黨黨旗     | 菲律賓           | 菲律宾共产党的非正式黨旗，鎚子與鐮刀在黨旗正中央周圍有三個五角星，與越共黨旗外觀相似。                                             |
| 虎克军军旗           | 菲律賓           | 菲律宾共产党旗下的虎克军军旗，鎚子與鐮刀在黨旗正中央，與越共黨旗外觀相似。                                                         |
| 老挝人民革命党党旗   |                  | 老挝人民革命党也将镰刀与锤子置于党旗正中央，與越共黨旗外觀相似。                                                                   |
| 泰国共产党党旗       | 泰國             | 泰国共产党党旗，将镰刀与锤子放在党旗左上角，与中共党旗相似。                                                                       |
|                      | 马来西亚         | 马来亚共产党党旗，将镰刀与锤子放在党旗左上角，与中共党旗相似。                                                                     |
|                      | 马来西亚         | 北加里曼丹共产党的党旗，将铁锤镰刀放在党旗的左上角，与中国共产党的1951年-1996年版的党旗相似。                                      |
|                      | 印度             | 印度共产党和与之同源的印度共产党（马克思主义）使用的锤子和镰刀相同，是白色標誌，而镰刀刀柄比中共和苏共的較直。                     |
|                      | 不丹             | 不丹共产党（马列毛）和与之同源的尼泊尔共产党（毛主义中心）使用的锤子和镰刀图案基本相同，是白色標誌，而镰刀刀柄比中共和苏共的較直。 |
|                      | 黎巴嫩           | 黎巴嫩共产党的党旗将绘有镰刀与锤子的红条与绘有黎巴嫩雪松的白条并列。                                                               |
| 库尔德工人党的老党旗 | 土耳其           | 库尔德斯坦工人党曾于1978年至1995年使用带有五角星、镰刀与锤子的党旗。                                                               |
| 联合自由力量的标志   | 土耳其           | 联合自由力量使用带有五角星、镰刀与锤子的徽章。                                                                                     |
|                      | 土耳其           | 联合自由力量使用带有五角星、镰刀与锤子的旗帜。                                                                                     |
|                      | 土耳其           | 土耳其革命人民解放党-阵线的旗帜将镰刀与锤子置于正中央的五角星中，但镰刀的刀柄较长。                                                |
|                      | 尼泊尔           | 尼泊尔共产党（毛主义中心）的党旗，将镰刀与锤子放在党旗中央，与印度共产党和与之同源的印度共产党（马克思主义）党旗相似。             |
|                      | 尼泊尔           | 尼泊尔共产党（联合马列）的党旗，将镰刀与锤子放在党旗左上角，与中共党旗相似。                                                       |
| 印度尼西亚共产党党旗 | 印度尼西亞       | 印度尼西亚共产党党徽，将镰刀与锤子放在党徽的红色五角星中央，与苏联国徽相似。                                                       |
|                      | 土耳其           | 土耳其马列主义共产党的党旗，将镰刀与锤子放在党旗左上角，与中共党旗相似。                                                           |
|                      | 土耳其           | 土耳其马列主义共产党的旗帜将镰刀与锤子置于正中央，左上角为红色五角星，但镰刀的刀柄较长。                                           |
|                      | 土耳其           | 土耳其共产党/马列的党旗，将镰刀与锤子放在党旗左上角，左上角为黄色五角星，与中共党旗相似。                                          |
|                      | 土耳其           | 土耳其共产党/马列的旗帜将镰刀与锤子置于正中央，左上角为红色五角星，但镰刀的刀柄较长。                                              |
| 哈萨克斯坦人民党党徽 |                  | 哈萨克斯坦人民党使用带有红色五角星、镰刀与锤子的徽章，并带有西里尔字母简写。                                                       |

### 欧洲
| 旗徽               | 國家               | 說明 |
| ------------------ | ------------------ | --- |
|                    | 苏联和 俄羅斯      | 苏联是从1917年开始以镰刀与锤子为国家标志。它们分别代表着当时组成苏联无产阶级的工人与农民两大阶级。最初被定为俄罗斯苏维埃联邦社会主义共和国国徽。1918年首次出现在苏联红军军衔上。又放在1923年所定制苏联国旗左上角。1924年，新苏联国家宪法规定每一个联邦苏维埃共和国国旗左上角都应显示着镰刀与锤子（在此之前，各联邦苏维埃共和国国旗是由红旗和以金字所写的共和国国名而组成的）。 |
|                    | 苏联               | 苏联国旗，世界上第一面镰刀锤子的旗帜。 |
|                    | 苏联和 俄羅斯      | 胜利旗，苏联时期和现俄罗斯联邦时期红场阅兵与卫国战争纪念日所用 |
|                    | 苏联和 俄羅斯      | 俄罗斯苏维埃联邦社会主义共和国国旗，苏联时期的俄罗斯国旗所用 |
|                    | 苏联和 俄羅斯      | 苏联民航总局的徽标是在镰刀与锤子两边添加飞翼，苏联解体以后该标识被俄罗斯航空继承。 |
|                    | 俄羅斯             | 俄罗斯联邦共产党党旗将镰刀与锤子置于党旗正中央的书本形徽章中。且镰刀与锤子的样式更接近1918年-1920年苏维埃俄国早期国徽上的样式。 |
|                    | 俄羅斯             | 俄罗斯民族布尔什维克党党旗将镰刀与锤子置于党旗正中央的白色圆中。 |
|                    | 俄羅斯             | 俄罗斯联合共产党党旗。 |
|                    | 俄羅斯             | 俄罗斯联合共产党党徽。 |
|                    | 俄羅斯             | 俄罗斯布良斯克州州旗。 |
|                    | 俄羅斯             | 俄罗斯弗拉基米尔州州旗。 |
|                    | 俄羅斯             | 俄罗斯奥廖尔州奥廖尔市旗。 |
|                    | 顿涅茨克人民共和国 | 顿涅茨克人民共和国共产党党旗。 |
|                    | 东德               | 德意志民主共和国国徽上镰刀以圓规取代（象征着科学与工业），又以环绕着国徽的麦穗代表农民。 |
|                    | 德国               | 德国共产党党旗，红五星边框包围着锤子与镰刀，为红旗。 |
|                    | 德国               | 德国共产党党徽，红五星边框包围着锤子与镰刀，为党徽。 |
|                    | 德国               | 德国马列主义党党旗。 |
|                    | 德国               | 德国共产党/马列党旗。 |
|                    | 德涅斯特河沿岸     | 德涅斯特河沿岸摩尔达维亚共和国国旗，三色三条旗，左上角有镰刀锤子标志。 |
| 罗马尼亚共产党党旗 | 羅馬尼亞           | 罗马尼亚共产党的党徽上镰刀与锤子被麦穗与PCR（罗共党名的缩写）环绕。 |
| 希腊共产党党旗     | 希腊               | 希腊共产党1940年代的党旗。 |
| 希腊共产党党徽     | 希腊               | 希腊共产党把锤子和镰刀加在了党名（Κομμουνιστικό Κόμμα Ελλάδας）缩写上。 |
| 盧森堡共产党党徽   | 盧森堡             | 盧森堡共产党把锤子和镰刀加在了党名缩写上。 |
| 丹麦共产党党徽     | 丹麦               | 丹麦共产党也把锤子和镰刀结合在了党名（Kommunistisk Parti i Danmark）缩写上。 |
| 共产党             | 瑞典               | 瑞典共产党 (2005年)党徽，镰刀与锤子绘制在红五角星中间，与苏联红军类似，但周围环绕着党名和口号。 |
| 重建共产党         | 義大利             | 重建共产党党徽。 |
|                    | 摩尔多瓦           | 摩尔多瓦共和国共产党人党党徽。 |
|                    | 愛爾蘭             | 爱尔兰共产党党徽，镰刀与锤子笼罩在金色光芒之下。 |
|                    | 義大利             | 意大利共产党党徽。 |
|                    | 愛爾蘭             | 爱尔兰共产党党旗。 |
|                    | 愛爾蘭             | 爱尔兰共产党党旗。 |
|                    | 葡萄牙             | 葡萄牙共产党党徽。 |
|                    | 葡萄牙             | 葡萄牙共产党党旗。 |
|                    | 英国               | 不列颠共产党党旗。 |
|                    | 英国               | 大不列颠共产党（马列）党旗。 |
|                    | 英国               | 大不列颠共产党（马列）党徽。 |
|                    | 圣马力诺           | 圣马力诺共产党党旗。 |
|                    | 阿尔巴尼亚         | 阿尔巴尼亚共产党党旗及党徽。 |

### 非洲
| 旗徽                         | 國家       | 說明                                                                               |
| ---------------------------- | ---------- | ---------------------------------------------------------------------------------- |
|                              | 阿尔及利亚 | 阿尔及利亚共产党党旗，白底内有锤子与镰刀标志和法语党的口号。                       |
|                              | 埃及       | 埃及共产党党徽，白底内有锤子与镰刀标志和阿拉伯语党的名称。                         |
|                              | 突尼西亞   | 突尼斯工人党党徽。左侧是阿拉伯语名称，右侧上有锤子与镰刀和红色五角星的标志。       |
| 埃塞俄比亚人民革命党的老党徽 | 衣索比亞   | 埃塞俄比亚人民革命党先前用过一个红五角星与麦穗环绕在镰刀与锤子周围的党徽。         |
| 南非共产党党徽               | 南非       | 南非共产党是一个黑色底色的外围红色五角星内包含着镰刀与锤子的党徽。                 |
| 南非共产党党旗               | 南非       | 南非共产党党旗是一个左上角黑色底色的外围红色五角星内包含着镰刀与锤子的党徽，红地。 |

### 美洲
| 旗徽 | 國家   | 說明                                                         |
| ---- | ------ | ------------------------------------------------------------ |
|      |        | 瓜德罗普共产党在旗子上使用一把锤子和镰刀样式的字母"G"变体。  |
|      | 美国   | 美国共产党党徽，把镰刀、齿轮和锤子的形象结合在一起。         |
|      | 墨西哥 | 墨西哥共产党党徽，镰刀与锤子绘制在红五角星中间。             |
|      | 秘魯   | 秘鲁共产党党旗，镰刀与锤子绘制在旗面左上角，与中共党旗相似。 |
|      | 巴西   | 巴西共产党党徽，把锤子和镰刀加在了党名（Partido Comunista do Brasil）缩写上。           |
|      | 阿根廷 | 阿根廷共产党党徽。                                           |
|      | 智利   | 智利共产党党徽。                                             |
|      | 智利   | 智利共产党党旗。                                             |

## 各国基于锤子与镰刀的旗徽

### 国旗
- 苏联国旗
- 乌克兰苏维埃社会主义共和国国旗
- 外高加索苏维埃联邦社会主义共和国国旗
- 塔吉克蘇維埃社會主義共和國國旗
- 吉爾吉斯蘇維埃社會主義共和國國旗
- 拉脫維亞蘇維埃社會主義共和國國旗
- 卡累利阿-芬蘭蘇維埃社會主義共和國國旗
- 愛沙尼亞蘇維埃社會主義共和國國旗
- 乌兹别克苏维埃社会主义共和国国旗
- 格鲁吉亚苏维埃社会主义共和国国旗
- 阿塞拜疆苏维埃社会主义共和国国旗
- 立陶宛苏维埃社会主义共和国国旗
- 摩尔达维亚苏维埃社会主义共和国国旗
- 亞美尼亞蘇維埃社會主義共和國國旗
1952年－1990年
- 1954年至1991年的俄罗斯苏维埃联邦社会主义共和国国旗（比例为1:2）
- 白俄罗斯苏维埃社会主义共和国国旗
- 哈萨克苏维埃社会主义共和国国旗
- 土庫曼蘇維埃社會主義共和國國旗
- 德涅斯特河沿岸國旗

### 国徽
- 苏联国徽
- 苏联国徽(1923-1936)
- 苏联国徽(1946-1956)
- 德涅斯特河沿岸国徽
- 俄罗斯苏维埃联邦社会主义共和国国徽
- 苏维埃俄国国徽(1918-1920)
- 俄罗斯苏维埃联邦社会主义共和国国徽(1920-1954)
- 俄罗斯苏维埃联邦社会主义共和国国徽(1954-1978)
- 俄罗斯联邦国徽(1992-1993)
- 亚美尼亚苏维埃社会主义共和国国徽
- 阿塞拜疆苏维埃社会主义共和国国徽
- 阿塞拜疆苏维埃社会主义共和国国徽 (1921-1927)
- 阿塞拜疆苏维埃社会主义共和国国徽 (1927-1931)
- 阿塞拜疆苏维埃社会主义共和国国徽 (1931-1937)
- 阿塞拜疆苏维埃社会主义共和国国徽 (1937-1940)
- 阿塞拜疆苏维埃社会主义共和国国徽 (1940-1978)
- 白俄罗斯苏维埃社会主义共和国国徽
- 爱沙尼亚苏维埃社会主义共和国国徽
- 格鲁吉亚苏维埃社会主义共和国国徽
- 哈萨克苏维埃社会主义共和国国徽
- 吉尔吉斯苏维埃社会主义共和国国徽
- 拉脱维亚苏维埃社会主义共和国国徽
- 立陶宛苏维埃社会主义共和国国徽
- 摩尔达维亚苏维埃社会主义共和国国徽
- 塔吉克苏维埃社会主义共和国国徽
- 土库曼苏维埃社会主义共和国国徽
- 乌克兰苏维埃社会主义共和国国徽
- 乌兹别克苏维埃社会主义共和国国徽
- 卡累利阿-芬兰苏维埃社会主义共和国国徽
- 外高加索苏维埃联邦社会主义共和国国徽
- 老挝国徽（1975-1991）